# The Square
The Square is een Zweeds-Duits-Frans-Deense film uit 2017, geschreven en geregisseerd door Ruben Östlund. De film ging in première op het filmfestival van Cannes en won er de Gouden Palm.

## Verhaal
De manager van een modern museum is verantwoordelijk voor een tentoonstellingsruimte die een nieuwe installatie herbergt. De mensen wordt er een symbolische ruimte aangeboden waar alleen goede dingen gebeuren. Omdat de bezoekersaantallen van het museum tegenvallen, huurt hij een pr-firma in om reclame te maken, maar de publiciteitscampagne loopt uit de hand en veroorzaakt onvoorziene publieke opschudding.

## Rolverdeling
| Acteur            | Personage              |
| ----------------- | ---------------------- |
| Claes Bang        | Christian Juel Nielsen |
| Dominic West      | Julian                 |
| Christopher Læssø | Michael                |
| Elisabeth Moss    | Anne                   |
| Terry Notary      | Oleg Rogozjin          |

## Productie
De filmopnamen liepen van juni tot oktober 2016. Er werd gefilmd in Göteborg, Stockholm en Berlijn.
De film werd geselecteerd als Zweedse inzending voor de beste niet-Engelstalige film voor de 90ste Oscaruitreiking en haalde de shortlist.

## Prijzen en nominaties
De belangrijkste:
| Jaar | Prijs                   | Categorie              | Genomineerde(n) | Uitslag  |
| ---- | ----------------------- | ---------------------- | --------------- | -------- |
| 2017 | Filmfestival van Cannes | Gouden Palm            | Ruben Östlund   | Gewonnen |
| 2017 | Europese filmprijzen    | Beste film             | Ruben Östlund   | Gewonnen |
| 2017 | Europese filmprijzen    | Beste regie            | Ruben Östlund   | Gewonnen |
| 2017 | Europese filmprijzen    | Beste acteur           | Claes Bang      | Gewonnen |
| 2017 | Europese filmprijzen    | Beste scenario         | Ruben Östlund   | Gewonnen |
| 2017 | Europese filmprijzen    | Beste productieontwerp | Josefin Åsberg  | Gewonnen |
| 2017 | Europese filmprijzen    | Beste filmkomedie      | Ruben Östlund   | Gewonnen |